# Benoît Le Borgne, Conde de Boigne
Benoît Leborgne (nacido Benoist Le Borgne), más conocido bajo el nombre de Benoît de Boigne, comte de Boigne o incluso general-conde de Boigne, nacido el 8 de marzo de 1751 en Chambéry y muerto en la misma, el 21 de junio de 1830, es un aventurero saboyano que hizo fortuna en indias. Fue también presidente del Consejo General del departamento del Mont-Blanc, nombrado por Napoleón.

## Biografía
Hijo de comerciantes ricos, siguió la carrera militar. Tras su formación en distintos regimientos europeos, encontró el éxito al servicio de Mahâdâjî Sindhia, que regía el Imperio Marata en la India. Este príncipe le confía la creación y organización de un ejército. Recibe el grado de general y tras ello dirige una fuerza de cien mil hombres organizados conforme al modelo europeo. Todo ello permite al Imperio Marata, dominar la parte norte de la India y ser el último estado independiente del Indostán en resistir al dominio inglés de la península.
Tras una vida accidentada y llena de experiencias, vuelve a Europa, primero a Inglaterra, donde se casará en segundas nupcias con la posteriormente notoria memorialista, Adéle d’Osmond, que entonces contaba con 17 años. Este matrimonio se produce tras la repudiación de su primera mujer, originaria de la India y con la que tendrá a Charles-Alexandre de Boigne (1791-1853) y a Anna de Boigne (1789-1803). Tras el establecimiento en Francia del Consulado se traslada desde Inglaterra, aunque finalmente en 1804 vuelve a su Chambery natal, donde vivirá hasta su muerte, separado de su esposa y dedicado enteramente a obras filantrópicas. El rey Carlos Félix de Cerdeña le otorga el 7 de junio de 1816 el título de conde. 

## Títulos, órdenes y empleos

### Títulos
- 7 de junio de 1816: I conde de Boigne[1] (otorgado por Víctor Manuel I de Cerdeña, duque de Saboya)

### Órdenes

#### Reino de Francia
- 27 de febrero de 1814:  Caballero de la Orden Real de la Legión de Honor.[2]
- 6 de diciembre de 1814:  Caballero de la Orden de San Luis.[2]

#### Reino de Cerdeña
- Caballero Gran Cruz de San Mauricio y San Lázaro.[2]

### Empleos
- 20 de octubre de 1814: Mariscal de campo (Maréchal de Camp) nombrado por Luis XVIII de Francia.[2]
- 1827: Presidente honorario y perpetuo de la Sociedad Real Académica de Savoya.
- 12 de diciembre 1829: Miembro de la Sociedad Real Asiática Royal Asiatic Society)